# 마지드 조던
마지드 조던(Majid Jordan)은 캐나다의 R&B 듀오이다. 멤버는 가수 마지드 알마스카티(Majid Al Maskati)와 프로듀서 조던 울먼(Jordan Ullman)이다.
조던은 캐나다 토론토 출신이고, 마지드는 바레인을 거쳐 토론토로 왔다. 2011년, 두 사람은 토론토 대학교에서 만나게 된다. 두 사람은 조던의 기숙사와 집 지하실에서 작업하며, "굿 피플"이라는 가명으로 사운드 클라우드에 첫 번째 EP Afterhours를 공개했다.